# الساهر في سياتل (فلم)
الساهر في سياتل هو فيلم أمريكي كوميدي رومانسي, تم إنتاجه عام 1993, كتبته وأخرجته نورا إفرون, وبطولة توم هانكس وميغ رايان.

## القصة
بعد وفاة زوجته، سام بالدوين (توم هانكس) لم يفكر في امرأة أخرى, ابنه جونا (روز مالينجر) الذي يبلغ 8 أعوام, اعتقد أن والده بحاجة إلى امرأة لتعود سعادته إليه، وهذا ماحمله للاتصال بمحطة راديو حيث روى قصة والده المحزنة، والتي استمعت لها مئات النساء عبر البلاد، بمن فيهم آني ريد (ميغ رايان)، التي توشك على الزواج من خطيبها وولتر، تأثرت بالقصة وقررت أن تتأكد من أنه ليس الشخص المقدر لها.
وهكذا، سافرت آني إلى سياتل، حيث يعيش كل من سام وجونا، وهناك خلصت إلى أنه ليس هو الرجل الذي لطالما حلمت به, لكن الأقدار لعبت لعبتها معهما، فقد أرسلت صديقة آني رسالة لسام تحمل توقيعها، استلمها جونا وشعر حينها أنها هي المرأة المناسبة لوالده، ورغم رفض والده للفكرة، سافر إلى نيويورك من أجل اللقاء بها على سطح مبنى إمباير ستيت، مثل فيلم (علاقة للذكرى).
وبطبيعة الحال، والده لحق به على الفور, خلال هذه الفترة تأكدت آني أنها لاتريد أن تعيش حياة عادية بل أن تجد الحب وتعيش رومانسيته، لذلك إنفصلت عن خطيبها وركضت لتلحق بموعدها الذي سبق لصديقتها تدبيره لها، وهاهي تلتقي بهما معا بعد أن أوشكت أن تفقدهما بسبب تأخرها، لقاء كان مقدرا وإن هربا منه إلا أنه بالنهاية لم ولن يستطيعا ذلك.

## أخرى
- مشهد توم هانكس وفيكتور غاربير الذي قاما بالبكاء خلاله على فيلم (درزن القذارة) كان مرتجلا.
- دور آني عرض على جوليا روبرتس التي رفضته لتقوم به ميغ ريان.
- عرض دور آني أيضا على كيم بازينغير في بداية كتابة السيناريو، ولكنها رفضته لأنها اعتقدت أنه دور سخيف. دنيس كوايد كذلك رشح للدور الرجالي.
- كاتبة الفيلم (نورا إفرون) كتبت قصة فيلم (عندما التقى هاري بسالي)، والذي لعبت ميغ رايان بطولته وكان مخرجه روب راينر، الذي ظهر كذلك في الفيلم بدور جاي صديق سام بالدوين.
- باركر بوسي كانت في الفيلم لكنها تركته في وقت لاحق, وقد ظهرت مع ميغ رايان وتوم هانكس بعد سنوات في فيلم (لديك بريد).
- جيسن شوارتزمن أدى تجربة أداء من أجل الحصول على دور جونا بالدوين.
- كان من المقرر أن يكون جاري مارشال هو مخرج الفيلم.
- ميغ رايان وتوم هانكس تقابلا حوالي دقيقتين على الشاشة فقط.
- في يونيو 2008 حصل الفيلم على المرتبة العاشرة من قبل المعهد الأميركي للأفلام في قائمة أعظم 10 أفلام من نوع «الكوميديا الرومانسية».

## وصلات خارجية
- مقالات تستعمل روابط فنية بلا صلة مع ويكي بيانات
- Sleepless in Seattle على موقع أول موفي.
- https://web.archive.org/web/20071103011729/http://my.opera.com/TheMovieGuy/blog/sleepless-in-seattle
- http://www.contactmusic.com/new/xmlfeed.nsf/mndwebpages/kim%20basinger.s%20big%20regret
- Movie stills